# Ланга де Дуеро
Ланга де Дуеро (на испански: Langa de Duero) е община, разположена в провинция Сория, автономна област Кастилия и Леон, Испания. Според преброяването от 2004 г. (Национален институт по статистика на Испания) общината има население от 867 жители.